# Gypona bidentata
Gypona bidentata är en insektsart som beskrevs av Freytag 2006. Gypona bidentata ingår i släktet Gypona och familjen dvärgstritar. Inga underarter finns listade i Catalogue of Life.